# Marktsteft
Marktsteft è un comune tedesco di 1 920 abitanti, situato nel land della Baviera.
Il 30 novembre del 1885 vi nacque il feldmaresciallo Albert Konrad Kesselring, generale della Wehrmacht durante la Seconda Guerra Mondiale.